# NGC 3410
NGC 3410 est une galaxie spirale intermédiaire relativement éloignée et située dans la constellation de la Grande Ourse. NGC 3410 a été découverte par l'astronome irlandais Lawrence Parsons en 1878.

## Caractéristiques
Sa vitesse par rapport au fond diffus cosmologique est de 8 473 ± 14 km/s, ce qui correspond à une distance de Hubble de 125,0 ± 8,8 Mpc (∼408 millions d'al).

### Classification
Cette galaxie classée comme une spirale ordinaire par la base de données NASA/IPAC et par Wolfgang Steinicke est plutôt de type intermédiaire, comme l'indique la base de données HyperLeda et l'image du relevé SDSS.